# 赤穂市立海洋科学館
赤穂市立海洋科学館（あこうしりつかいようかがくかん）は、兵庫県赤穂市にある「海」と「塩」をテーマとする科学館。
兵庫県立赤穂海浜公園内に立地し、1987年に開館した。中世から近現代までの塩田を復元した施設「塩の国」を備える。

## 本館

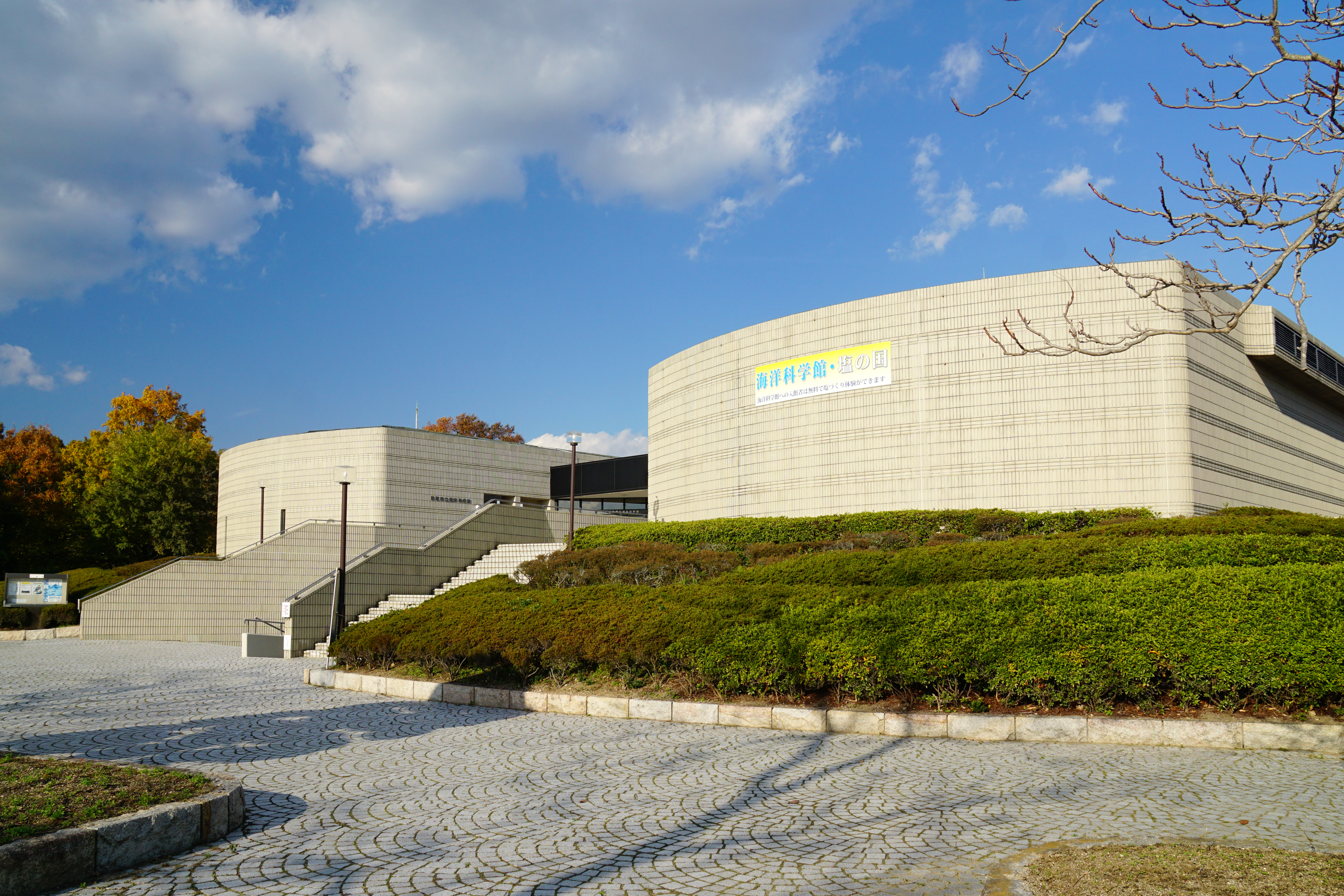
本館

- 建築概要
  - 設計 - 環境設計研究室
  - 構造設計 - 織本構造設計
  - 延床面積 - 1,400m2
  - 構造・規模 - RC、地上2階建
  - 受賞- 兵庫県みどりの建築賞

- 本館

## 塩の国
- 復元施設
  - 製塩作業所 - 釜屋、塩納屋、納屋、休憩棟、水槽
  - 水尾
  - 流下式塩田 - 面積 3,400m2
  - 入浜式塩田 - 面積 5,100m2
  - 揚浜式塩田 - 面積 1,200m2

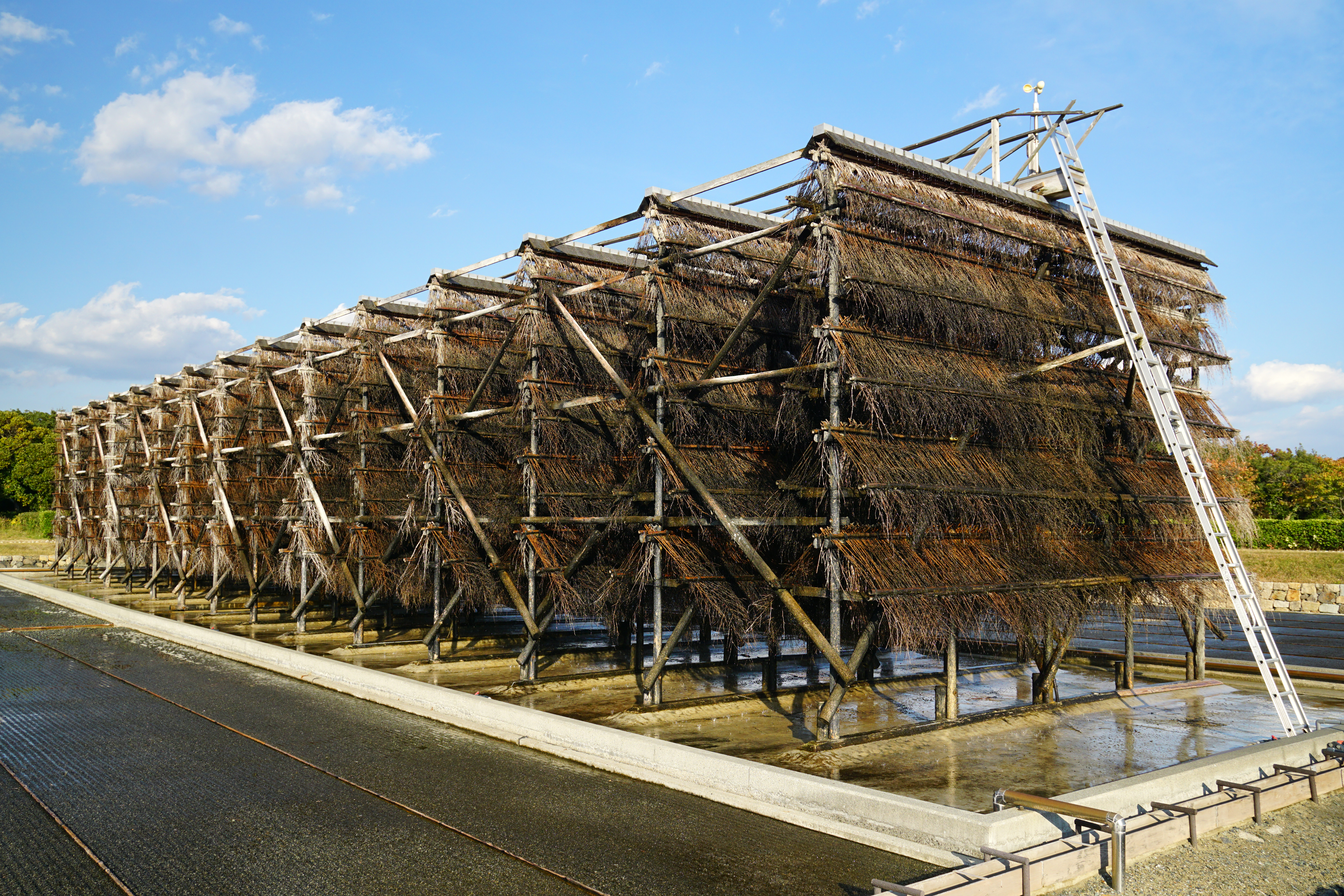
流下式塩田
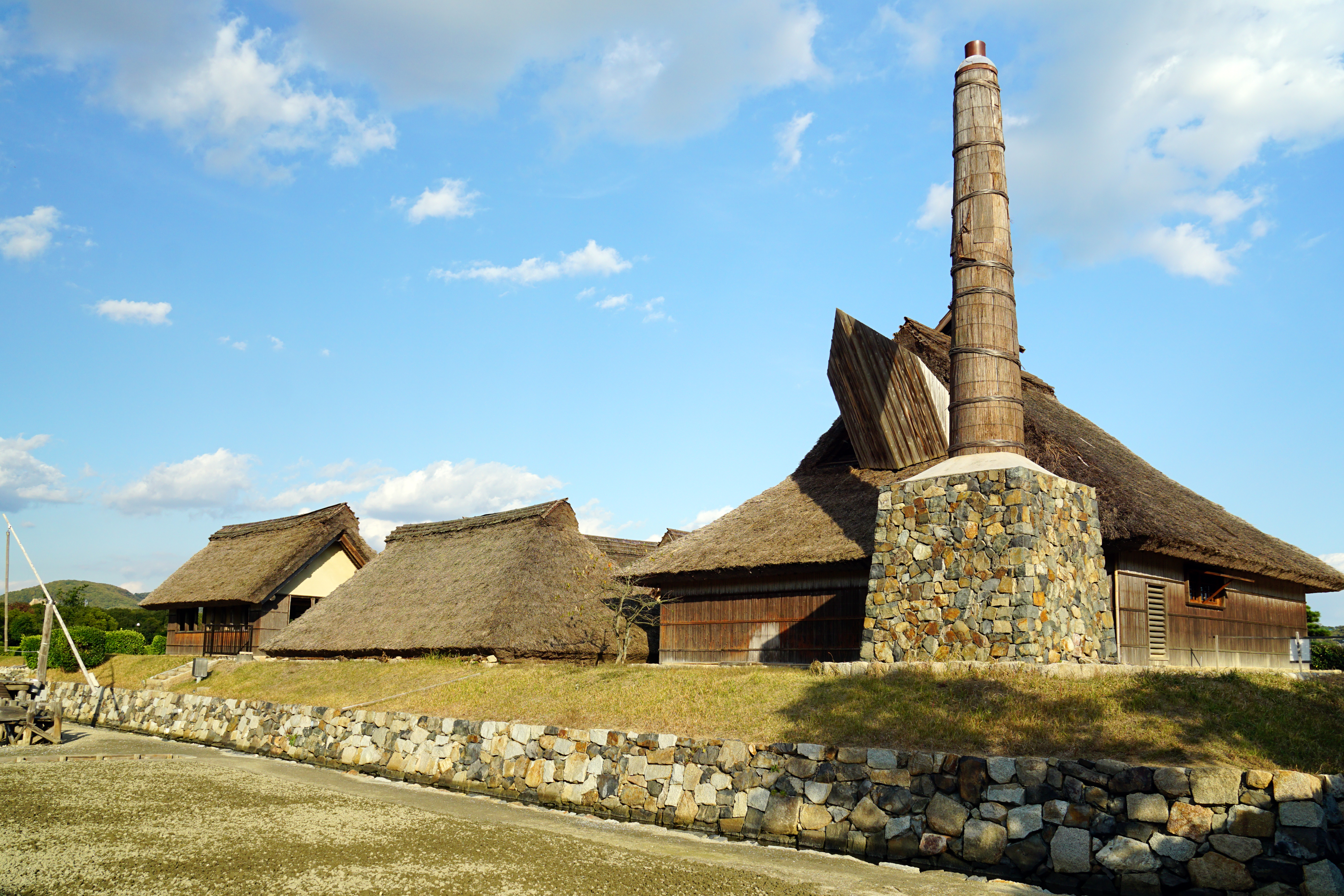
製塩作業所
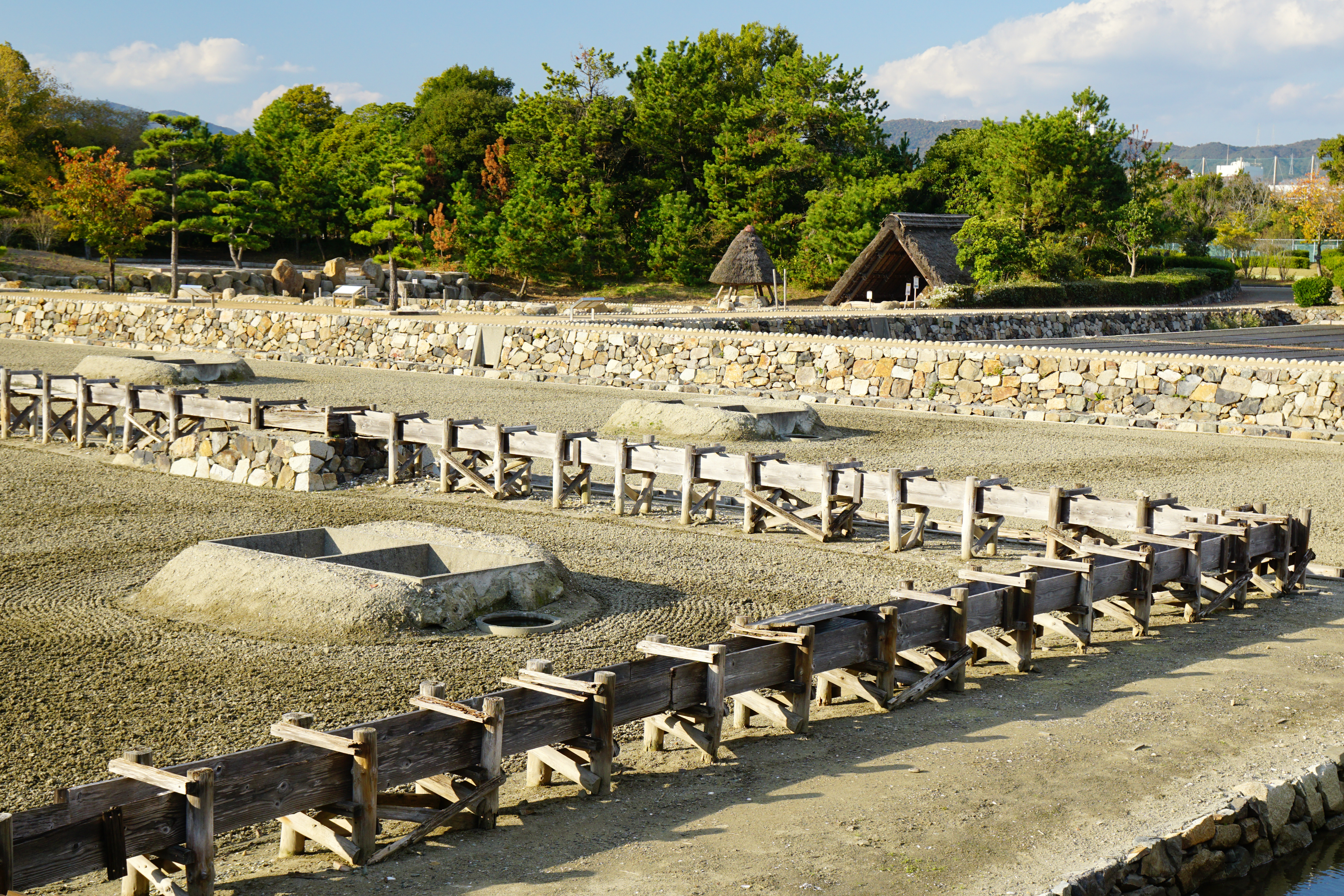
入浜式塩田
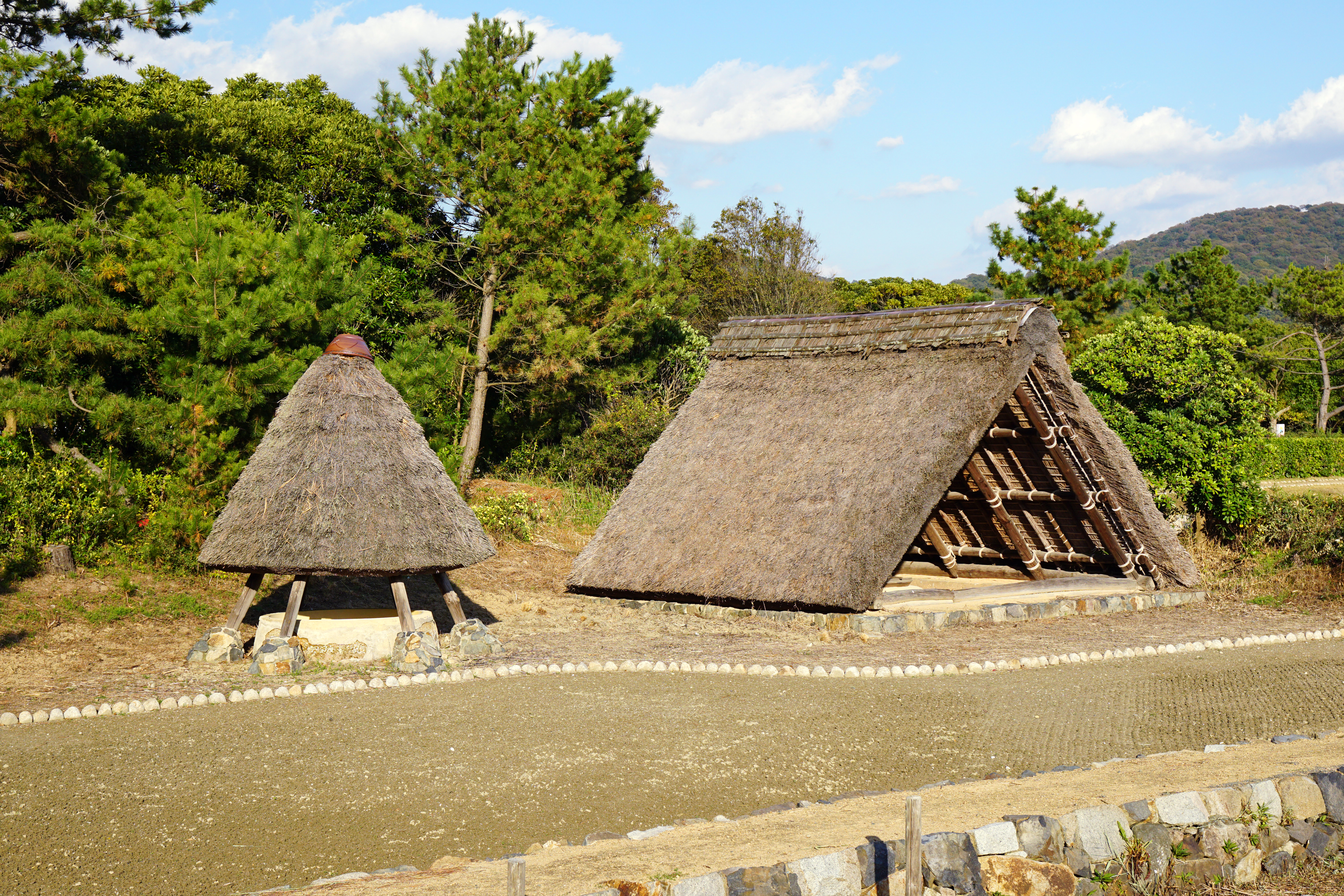
揚浜式塩田

## 利用情報
- 開館時間 - 9時～16時30分（入館は16時）まで
- 休館日 - 火曜日（ただし祝日と重なった場合はその翌日）、年末年始（12月28日～1月4日）

## 交通
- JR 播州赤穂駅から バス（ウエスト神姫）「御崎／保養センター」方面「赤穂高校西」下車 徒歩15分

## 周辺
- 御崎
- 兵庫県立赤穂高等学校